# Alexander Porschke
Alexander Porschke (* 22. Januar 1954 in Hamburg) ist ein Hamburger Politiker (Bündnis 90/Die Grünen). Er war von 1997 bis 2001 Umweltsenator in Hamburg und erster Vorsitzender des NABU Hamburg.

## Leben
Porschke machte sein Abitur am Gymnasium Bondenwald in Hamburg. Er studierte danach Regelungstechnik an der Fachhochschule Hamburg im Fachbereich Elektrotechnik. In seiner Diplomarbeit beschäftigte er sich mit thermischer Solarenergienutzung.
Anschließend war er bis 1993 als Dipl.-Ingenieur bei der Deutschen Bundespost und der Umweltbehörde in Hamburg beschäftigt. Von September 2003 bis August 2004 war er Vorsitzender des Stadtpark-Vereins e. V.
Nach seiner Tätigkeit in der Bürgerschaft bzw. im Senat eröffnete er das „Büro Porschke: Umwelt – Entwicklung – Kommunikation“. Bis Juli 2004 betrieb er in dieser Tätigkeit Beratungs-, Moderations- und Gutachteraktivitäten in Deutschland. Von August 2004 bis Juli 2007 war der Kern der Arbeit in Peru und Ecuador. Seine Ehefrau nahm eine Stelle als Koordinatorin des zivilen Friedensdienstes an. Seit August 2007 hat Alexander Porschke seinen Arbeitsschwerpunkt wieder in Deutschland.
Von 2010 bis 2020 war Alexander Porschke erster Vorsitzender des NABU Hamburg und formulierte seinen Antritt wie folgt: „Wir wollen als Anwälte für Natur- und Umweltschutz stärkeren Einfluss nehmen. Unsere Stimme soll hörbarer werden und wir wollen unser Gewicht bei politischen Entscheidungen erhöhen“. Er trat 2020 nicht mehr zu einer erneuten Wahl an.

## Politik
Porschke war zunächst Mitglied der Bunte Liste – Wehrt euch. 1980 war er Mitbegründer der Grünen. Er war von Oktober 1993 bis Oktober 1997 Mitglied der Bürgerschaft der Freien und Hansestadt Hamburg, übernahm die parlamentarische Geschäftsführung der GAL-Fraktion und war Mitglied im Fraktionsvorstand. Als Abgeordneter war er Mitglied des Umweltausschusses, Verfassungsausschusses  und des Wirtschaftsausschusses. Zudem war er bis Ende 1994 umweltpolitischer Sprecher und Sprecher für internationale Politik (inklusive Städtepartnerschaften) seiner Fraktion.
Von Oktober 1997 bis Oktober 2001 war er Umweltsenator in Hamburg. Anschließend war er wiederum, und zwar bis Oktober 2002, Abgeordneter der Hamburgischen Bürgerschaft. Er legte sein Mandat aus beruflichen Gründen nieder.
In der Funktion als Umweltsenator war er zudem Aufsichtsratsvorsitzender der Hamburger Wasserwerke (HWW), der Hamburger Stadtentwässerung (HSE), der Stadtreinigung Hamburg (SRH) und der Bäderland Hamburg (BLH). Zudem war er Mitglied im Aufsichtsrat der Hamburgische Electricitäts-Werke (HEW).